# Angelina Gaboejeva
Angelina Aleksandrovna Gaboejeva (Russisch: Ангелина Александровна Габуева) (Vladikavkaz, 7 december 1988) is een tennisspeelster uit Rusland. Gaboejeva speelt rechtshandig. Zij is actief in het internationale tennis sinds 2005.

## Loopbaan

### Enkelspel
Gaboejeva debuteerde in 2005 op het ITF-toernooi van Campos do Jordão (Brazilië). Later dat jaar stond zij voor het eerst in een finale, op het ITF-toernooi van Guayaquil (Ecuador) – hier veroverde zij haar eerste titel, door de Italiaanse Nicole Clerico te verslaan. In totaal won zij twee ITF-titels, de andere in 2009 in Nonthaburi (Thailand).
In 2022 speelde Gaboejeva voor het eerst op een WTA-hoofdtoernooi, op het toernooi van Straatsburg waaraan zij als lucky loser kon meedoen.

### Dubbelspel
Gaboejeva behaalde in het dubbelspel betere resultaten dan in het enkelspel. Zij debuteerde in 2005 op het ITF-toernooi van Clearwater (VS), samen met de Georgische Ia Jikia. Zij stond in 2007 voor het eerst in een finale, op het ITF-toernooi van Mallorca (Spanje), samen met de Duitse Tatjana Priachin – zij verloren van het duo Simona Dobrá en Antonia Xenia Tout. Later dat jaar veroverde Gaboejeva haar eerste titel, op het ITF-toernooi van Caracas (Venezuela), samen met de Venezolaanse Mariana Muci, door het duo Tegan Edwards en Lena Litvak te verslaan. Tot op heden(november 2022) won zij zeventien ITF-titels, de meest recente in 2022 in Tbilisi (Georgië).
In 2006 speelde Gaboejeva voor het eerst op een WTA-hoofdtoernooi, op het toernooi van Tasjkent, samen met de Oezbeekse Diana Narzykulova. Zij stond in 2021 voor het eerst in een WTA-finale, op het toernooi van Nur-Sultan, samen met landgenote Anastasija Zacharova – zij verloren van het koppel Anna-Lena Friedsam en Monica Niculescu. Sindsdien, tot eind 2022, speelde Gaboejeva haar dubbelspeltoernooien bijna uitsluitend met (de dertien jaar jongere) Zacharova. In september 2022 kwam zij binnen op de top 100 van de wereldranglijst. Sinds begin 2023 heeft Gaboejeva geen vaste partner meer. Met Irina Chromatsjova bereikte zij in juni de finale van het WTA-toernooi van Valencia – zij verloren van het koppel Aliona Bolsova en Andrea Gámiz.
Haar hoogste notering op de WTA-ranglijst is de 94e plaats, die zij bereikte in september 2022.

## Posities op deWTA-ranglijst
Positie per einde seizoen:
| jaar | rang enkelspel | rang dubbelspel |
| ---- | -------------- | --------------- |
| 2005 | 553            | 690             |
| 2006 | 709            | 465             |
| 2007 | 691            | 520             |
| 2008 | 955            | 681             |
| 2009 | 683            | 654             |
| 2010 | 630            | 502             |
| 2011 | 553            | 633             |
| 2012 | 462            | 318             |
| 2013 | 595            | 359             |
| 2014 | 1070           | 541             |
| 2015 | 676            | 264             |
| 2016 | 1086           | 356             |
| 2017 | 901            | 492             |
| 2018 | 608            | 474             |
| 2019 | 478            | 418             |
| 2020 | 460            | 412             |
| 2021 | 607            | 232             |
| 2022 | 806            | 99              |

## Palmares
| Legenda                 |
| ----------------------- |
| Grandslamtoernooi       |
| Olympische Spelen       |
| Year-End Championships  |
| Premier Mandatory       |
| Premier Five / WTA 1000 |
| Premier / WTA 500       |
| International / WTA 250 |
| Challenger / WTA 125    |

### WTA-finaleplaatsen enkelspel
geen

### WTA-finaleplaatsen vrouwendubbelspel
| nr.              | finale     | toernooi       | ondergrond    | partner              | tegenstandsters                     | score            |         |
| ---------------- | ---------- | -------------- | ------------- | -------------------- | ----------------------------------- | ---------------- | ------- |
| gewonnen finales |            |                |               |                      |                                     |                  |         |
| geen             |            |                |               |                      |                                     |                  |         |
| verloren finales |            |                |               |                      |                                     |                  |         |
| 1.               | 2021-10-02 | WTA Nur-Sultan | hardcourt (i) | Anastasija Zacharova | Anna-Lena Friedsam Monica Niculescu | 2-6, 6-4, [5-10] | details |
| 2.               | 2022-07-31 | WTA Praag      | hardcourt     | Anastasija Zacharova | Anastasija Potapova Jana Sizikova   | 3-6, 4-6         | details |
| 3.               | 2022-12-04 | WTA Andorra    | hardcourt (i) | Anastasija Zacharova | Cristina Bucșa Weronika Falkowska   | 6-7, 1-6         | details |
| 4.               | 2023-06-18 | WTA Valencia   | gravel        | Irina Chromatsjova   | Aliona Bolsova Andrea Gámiz         | 4-6, 6-4, [7-10] | details |

### Gewonnen ITF-toernooien enkelspel
| nr. | finale     | toernooi   | dotatie | ondergrond | tegenstandster in finale | score         |
| --- | ---------- | ---------- | ------- | ---------- | ------------------------ | ------------- |
| 1.  | 2005-08-21 | Guayaquil  | $10.000 | hardcourt  | Nicole Clerico           | 6-2, 4-6, 6-4 |
| 2.  | 2009-09-06 | Nonthaburi | $10.000 | hardcourt  | Yoo Mi                   | 6-4, 6-3      |